# جوس شيبر
جوس شيبر (بالهولندية: Jos Schipper)‏ مواليد 10 يونيو 1951 في أوترخت، هو دراج هولندي سابق.

## روابط خارجية
- جوس شيبر على موقع أرشيف الدراجات (الإنجليزية)
- جوس شيبر على موقع إحصائيات الدراجات الإحترافية (الإنجليزية)